# Amerer Air
Amerer Air era uma companhia aérea de carga com sede em Linz, Áustria. Foi a maior companhia aérea de carga dedicada da Áustria, operando serviços de Linz e Colônia em toda a Europa, Oriente Médio e Norte da África. Sua base principal era o Aeroporto de Linz.

## História
A companhia aérea foi estabelecida e iniciou suas operações em 1995 com um Fokker F27 Mk500. Entre 1997 e 2006, dois Lockheed L-188 Electras foram operados pela United Parcel Service e pela TNT NV. Em 1999, o transporte rodoviário internacional de longa distância foi introduzido para complementar as atividades de frete aéreo. A companhia aérea era propriedade de Heinz Peter Amerer (50%) e Susanne Amerer (50%) e tinha 40 funcionários.

## Frota

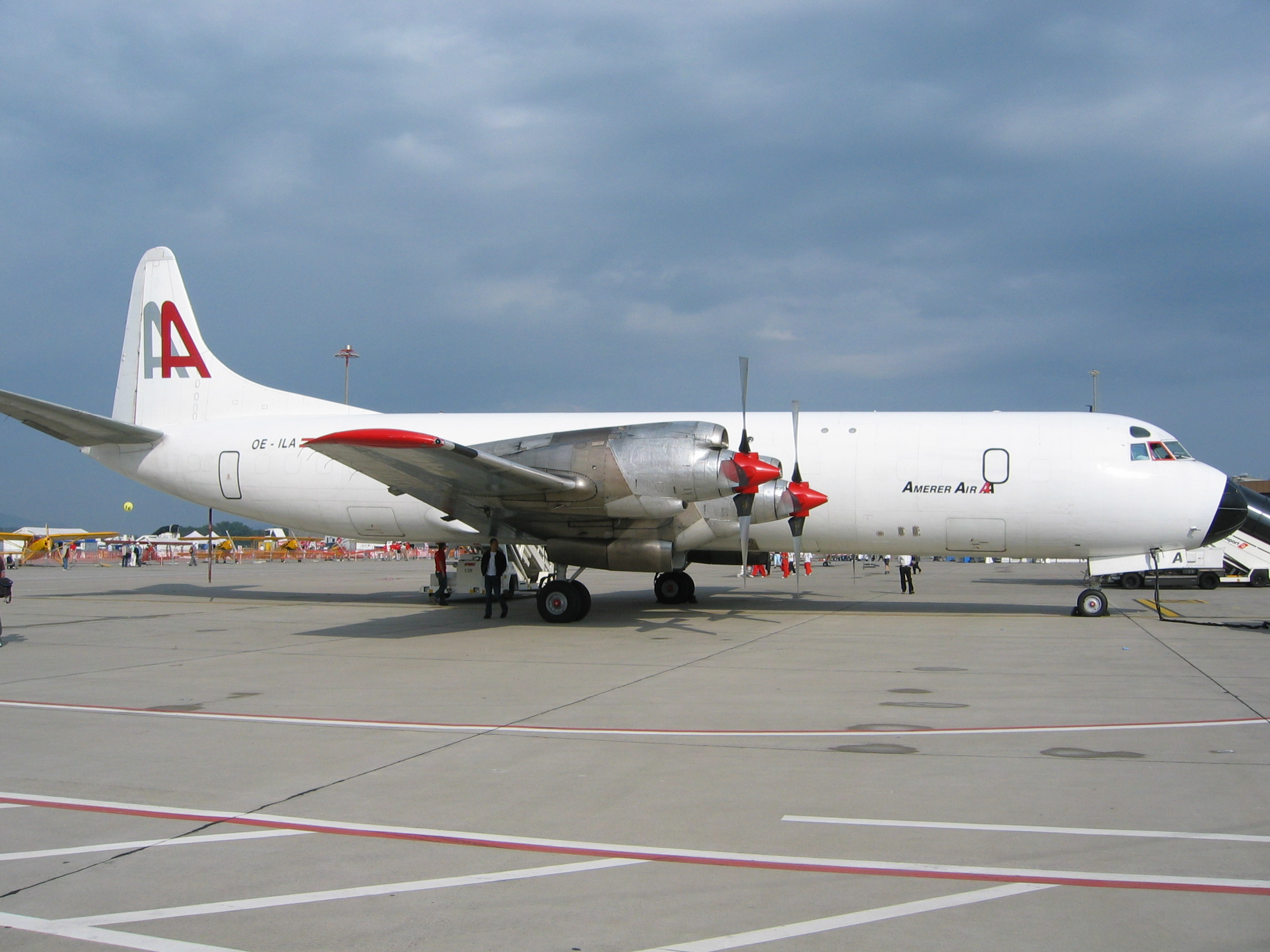
Um Lockheed L-188 Electra da Amerer Air

A Amerer Air, em toda a sua história, operou as seguintes aeronaves:
| Aeronaves              | Total | Notas |
| ---------------------- | ----- | ----- |
| Fokker F27 Mk500       | 2     |       |
| Lockheed L-188 Electra | 2     |       |
| Total                  | 4     |       |